# Phỏng cầu
|               |               |               |
| phỏng cầu dẹt | phỏng cầu dẹt | phỏng cầu dài |

Hình phỏng cầu (Tiếng Anh: Spheroid), hoặc hình tựa cầu, là một bề mặt bậc hai thu được khi quay hình elíp xung quanh một trục của nó. Một hình phỏng cầu có đối xứng tròn.
Nếu hình elíp xoay quanh trục lớn của nó, kết quả thu được là hình phỏng cầu dài, hình dạng giống như quả bóng trong bóng bầu dục Mỹ hoặc bóng rugby. Nếu hình elíp quay quanh trục nhỏ của nó, kết quả thu được là phỏng cầu dẹt, hình dạng giống như thiết đậu. Nếu hình elíp là hình tròn, kết quả thu được là hình cầu.
Bởi vì sự ảnh hưởng của trọng lực và sự quay của Trái Đất, nên hình dạng của Trái Đất (và cũng như tất cả hành tinh) không phải là hình cầu, mà là hình cầu dẹt. Vì lý do này, trong bản đồ học Trái Đất thường xuất hiện ở dạng hình cầu dẹt thay vì là hình cầu. Hình mẫu của hệ quy chiếu thế giới sử dụng một hình cầu có bán kính là 6,378137 km (3,963191 mi) tại xích đạo và 6,356752 km (3,949903 mi) tại cực địa lý.
Từ phỏng cầu có nghĩa là "gần giống như một hình cầu".

## Công thức

Các bán trục của phỏng cầu. Nó là phỏng cầu dẹt nếu c < a (trái) và phỏng cầu dài nếu c > a (phải).

Công thức của hệ ba trục với ba bán trục a, b and c theo hệ tọa độ trục là
{\displaystyle {\frac {x^{2}}{a^{2}}}+{\frac {y^{2}}{b^{2}}}+{\frac {z^{2}}{c^{2}}}=1.}
Công thức của phỏng cầu với z là trục đối xứng được cho bởi dữ kiện a = b: 
{\displaystyle {\frac {x^{2}+y^{2}}{a^{2}}}+{\frac {z^{2}}{c^{2}}}=1.}
Bán trục a là bán kính xích đạo của phỏng cầu, và bán trục c là khoảng cách từ tâm đến cực theo trục đối xứng. Có hai trường hợp xảy ra:
- c < a: phỏng cầu dẹt
- c > a: phỏng cầu dài

Trường hợp a = c trở thành hình cầu.

## Thông số

### Diện tích
Phỏng cầu dẹt (oblate) c < a có diện tích bề mặt
{\displaystyle S_{\rm {oblate}}=2\pi a^{2}\left(1+{\frac {1-e^{2}}{e}}{\text{artanh}}\,e\right)=2\pi a^{2}+\pi {\frac {c^{2}}{e}}\ln \left({\frac {1+e}{1-e}}\right)\quad {\mbox{khi}}\quad e^{2}=1-{\frac {c^{2}}{a^{2}}}.}
Phỏng cầu dẹt được hình thành khi xoay quanh trục z của một hình elíp với bán trục lớn a và bán trục nhỏ c, vì vậy e có thể được xác định là độ lệch tâm. (Xem elíp.)
Phỏng cầu dài (prolate) c > a có diện tích bề mặt
{\displaystyle S_{\rm {prolate}}=2\pi a^{2}\left(1+{\frac {c}{ae}}\arcsin \,e\right)\qquad {\mbox{khi}}\qquad e^{2}=1-{\frac {a^{2}}{c^{2}}}.}
Phỏng cầu dài được hình thành khi xoay quanh trục z của hình elíp với bán trục lớn c và bán trục nhỏ a; vì vậy, e cũng được xác định là độ lệch tâm. (Xem elíp.) 
Những công thức này có tính giống nhau khi Sdẹt có thể được dùng để tính diện tích bề mặt cho phỏng cầu dài và ngược lại. Tuy nhiên, e sẽ trở thành số ảo và không được xác định là độ lệch tâm. Cả hai kết quả này sẽ trở thành một dạng khác khi dùng các hằng đẳng thức và quan hệ giữa các thông số của hình elíp.

### Thể tích
Thể tích của một phỏng cầu (của bất kỳ dạng nào) là {\displaystyle {\frac {4\pi }{3}}a^{2}c\approx 4.19a^{2}c}. Nếu {\displaystyle A=2a} là đường kính xích đạo, và {\displaystyle C=2c} là đường kính cực, Thể tích là {\displaystyle {\frac {\pi }{6}}A^{2}C\approx 0.523A^{2}C}.

### Độ cong
Nếu phỏng cầu được cho bởi thông số là
{\displaystyle {\vec {\sigma }}(\beta ,\lambda )=(a\cos \beta \cos \lambda ,a\cos \beta \sin \lambda ,c\sin \beta );\,\!}
khi β là vĩ độ giảm, λ là kinh độ, với −π/2 < β < +π/2 và −π < λ < +π, vậy độ cong Gauss là
{\displaystyle K(\beta ,\lambda )={c^{2} \over \left(a^{2}+\left(c^{2}-a^{2}\right)\cos ^{2}\beta \right)^{2}};\,\!}
và độ cong trung bình là
{\displaystyle H(\beta ,\lambda )={c\left(2a^{2}+\left(c^{2}-a^{2}\right)\cos ^{2}\beta \right) \over 2a\left(a^{2}+\left(c^{2}-a^{2}\right)\cos ^{2}\beta \right)^{\frac {3}{2}}}.\,\!}
Cả hai độ cong này đều là dương, nên mỗi điểm trên phỏng cầu đều nằm trên một đường elíp.

### Tỉ lệ khung hình
Tỉ lệ khung hình của một phỏng cầu dẹt, b: a, là tỉ lệ của độ dài cực và độ dài xích đạo, trong khi tỉ lệ hình cầu dẹt f, là tỉ lệ của độ dài xích đạo trừ độ dài cực và độ dài xích đạo:
{\displaystyle f={\frac {a-b}{a}}=1-{\frac {b}{a}}.}
Độ lệch tâm đầu tiên thường được dùng thay vì tỉ lệ hình cầu dẹt. Nó được định nghĩa là:
{\displaystyle e={\sqrt {1-{\frac {b^{2}}{a^{2}}}}}}
Quan hệ giữa độ lệch tâm và tỉ lệ hình cầu dẹt là:
{\displaystyle e={\sqrt {2f-f^{2}}}},
{\displaystyle f=1-{\sqrt {1-e^{2}}}}